# Tokyo Tapes
Tokyo Tapes är ett livealbum av Scorpions som kom ut i augusti 1978 i Japan, i i december samma år i Europa och i januari 1979 i USA. Det spelades in 24 och 27 april 1978 under gruppens Japan-turné.

## Låtlista
1. "All Night Long" (Klaus Meine/Uli Jon Roth) - 3:43
2. "Pictured Life" (Klaus Meine/Uli Jon Roth/Rudolf Schenker) - 3:15
3. "Backstage Queen" (Klaus Meine/Rudolf Schenker) - 3:40
4. "Polar Nights" (Uli Jon Roth) - 6:55
5. "In Trance" (Klaus Meine/Rudolf Schenker) - 5:31
6. "We'll Burn the Sky" (Mabel Dannemann/Rudolf Schenker) - 8:12
7. "Suspender Love" (Klaus Meine/Rudolf Schenker) - 3:39
8. "In Search of the Peace of Mind" (Wolfgang Dziony/Lothar Heimberg/Klaus Maine/Rudolf Schenker/Michael Schenker) 3:07
9. "Fly to the Rainbow" (Uli Jon Roth/Michael Schenker) - 9:45
10. "He's a Woman, She's a Man" (Klaus Meine/Herman Rarebell/Rudolf Schenker) - 5:28
11. "Speedy's Coming" (Klaus Meine/Rudolf Schenker) - 3:37
12. "Top of the Bill" (Klaus Meine/Rudolf Schenker) - 6:44
13. "Hound Dog" (Jerry Leiber/Mike Stoller) - 1:22
14. "Long Tall Sally" (Robert Blackwell/Enotris Johnson/Little Richard) - 2:30
15. "Steamrock Fever" (Klaus Meine/Rudolf Schenker) - 3:52
16. "Dark Lady" (Uli Jon Roth) - 4:09
17. "Kojo No Tsuki" (Rentarō Taki/Bansui Tsuchi) - 3:46
18. "Robot Man" (Klaus Meine/Rudolf Schenker) - 5:52